# Departamento Yavi
Das Departamento Yavi ist eine von 16 Verwaltungseinheiten der Provinz Jujuy im Nordwesten Argentiniens. Yavi liegt im Norden der Provinz und grenzt im Norden an Bolivien, im Osten an die Provinz Salta, im Süden an das Departamento Cochinoca, im Südwesten an das Departamento Rinconada und im Westen an das Departamento Santa Catalina. Die Hauptstadt des Departamentos ist La Quiaca.

## Bevölkerung
Gemäß dem letzten Zensus hat das Departamento Yavi 18.160 Einwohner (INDEC, 2001). Nach Schätzungen des INDEC ist die Bevölkerung im Jahr 2005 auf 21.374 Einwohner gestiegen.

## Städte und Gemeinden
Das Departamento Yavi besteht aus folgenden Gemeinden und Siedlungen:
- Agua Chica
- Barrios
- Cajas
- Cangrejillos
- Cangrejos
- Caracara
- Casti
- Cerrillos
- Chocoite
- Corral Blanco
- Corral Grande
- Esquina Grande
- La Intermedia
- Llulluchayoc
- El Cóndor
- La Quiaca
- Ojo de Agua
- Pumahuasi
- Yavi
- Pasajes
- Suripugio
- Tafna
- Toquero
- Rodeo
- Mulli Punco
- Sol de Mayo
- Piedra Negra
- Punta de Agua
- Rincón de Cajas
- Yavi Chico

Koordinaten: 22° 12′ S, 65° 36′ W